# Mombasa
Mombasa ist mit 1.208.333 Einwohnern (Stand 2019) die zweitgrößte Stadt in Kenia und die wichtigste Hafenstadt Ostafrikas. Mombasa liegt auf Mombasa Island am Indischen Ozean und ist die Hauptstadt des gleichnamigen Countys. Die Stadt ist Sitz eines römisch-katholischen Erzbistums.
Mombasa ist die älteste Stadt des Landes und war die erste Hauptstadt von Britisch-Ostafrika. Während der gesamten frühen Neuzeit war Mombasa, wie Sansibar, ein wichtiger Knotenpunkt in den komplexen und weitreichenden Handelsnetzen des Indischen Ozeans mit Sklavenhandel und dem Export von Elfenbein, Hirse, Sesam und Kokosnüssen.
Die Stadt ist ein wichtiges politisches, kulturelles, wirtschaftliches und touristisches Zentrum des Landes, mit einem internationalen Flughafen und dem größten Hafen Ostafrikas.

## Geschichte

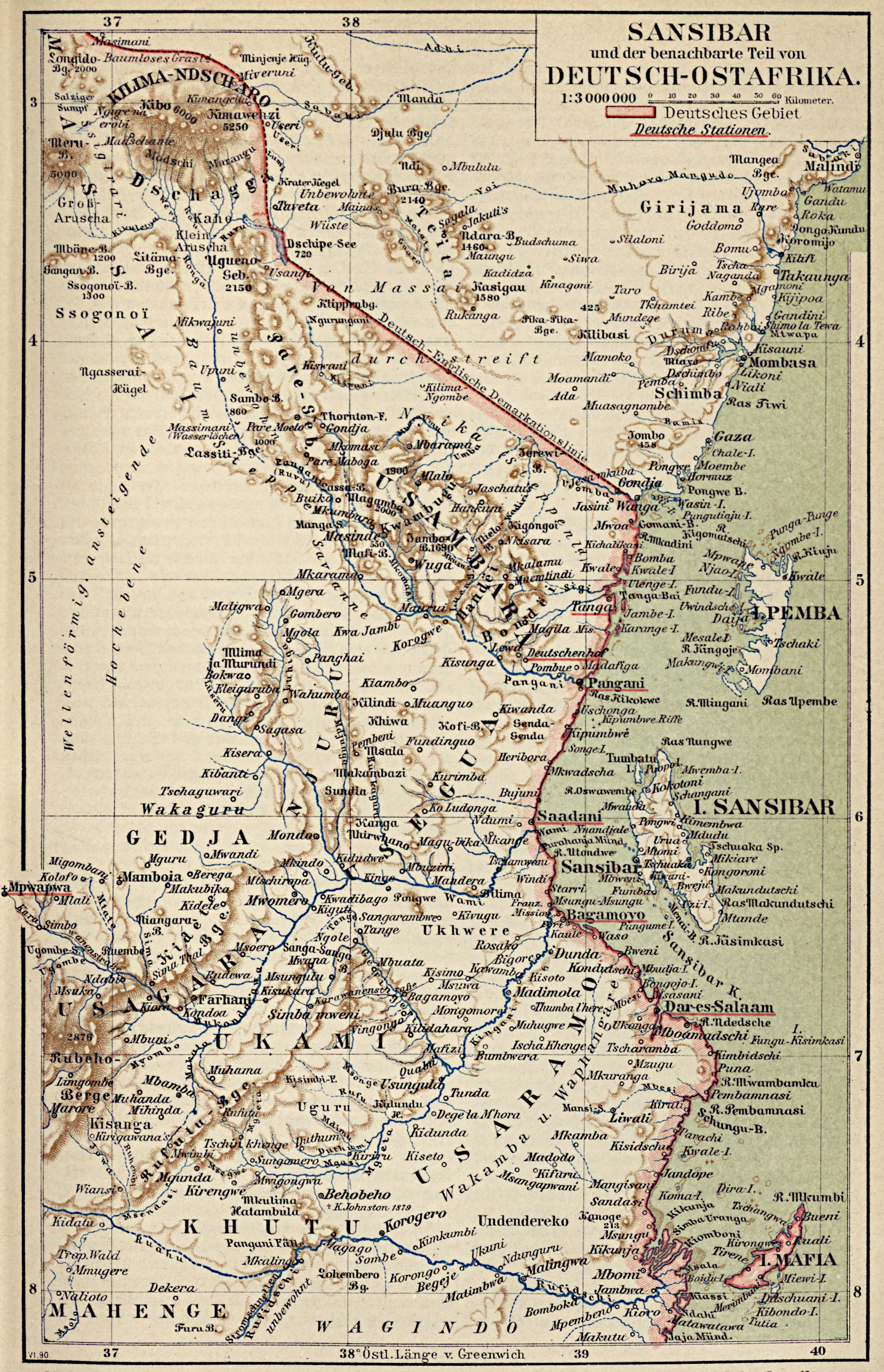
Historische Karte (1890)

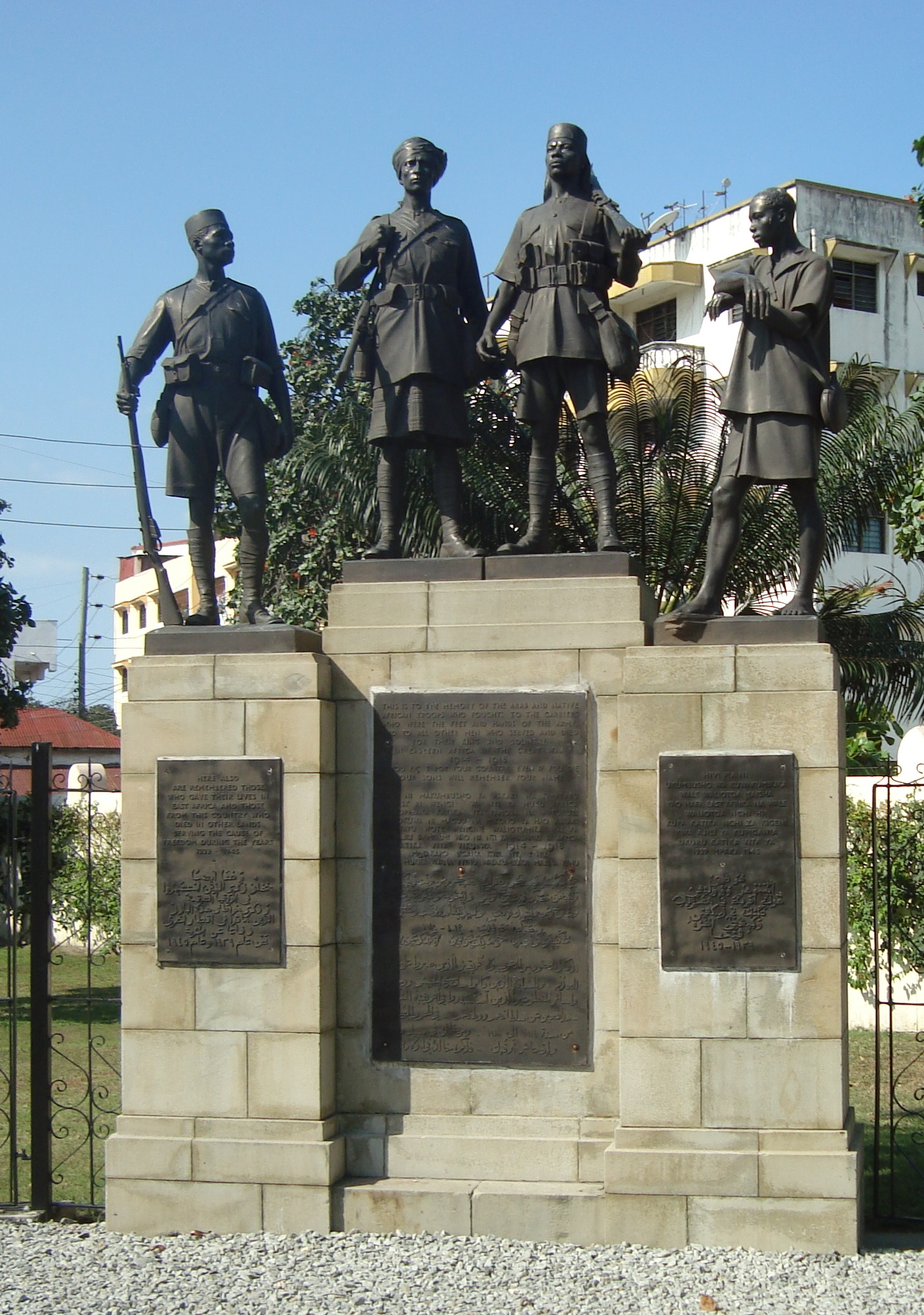
Askari-Monument

Mombasa wurde im 11. Jahrhundert von Arabern gegründet und entwickelte sich rasch durch Elfenbein- und Sklavenhandel zu einer wichtigen ostafrikanischen Handelsmetropole. Vasco da Gama war 1498 einer der ersten Europäer, die in dieser Stadt eintrafen.
Anfang des 16. Jahrhunderts bemächtigten sich die Portugiesen Mombasas und erbauten Fort Jesus. 1698 wurden sie von den Arabern aus Oman vertrieben. 1728 kehrten die Portugiesen zurück und erzwangen einen Stützpunkt im Fort Jesus, doch im Oktober 1729 wurden sie wieder vertrieben. Ein letzter Versuch der Rückeroberung wurde am 23. Januar 1730 gestartet. Eine Flotte von fünf Schiffen wurde unter dem Kommando von Luis Melo de Sampaio nach Mombasa geschickt, kehrte aber ohne einen Angriffsversuch wieder zurück nach Mosambik. Aber auch die Omaner blieben nicht mehr lange. Schon 1741, als in Oman die Dynastie der Bû Sa‘îd (Said-Dynastie) an die Macht kam, erklärte sich Mombasa unter der lokalen Dynastie der Mazrui für unabhängig. Erst 1837 konnten die Bû Sa‘îd ihre Herrschaft über die Stadt nach mehreren gescheiterten Versuchen endgültig durchsetzen.
Seit 1856 gehörte Mombasa zum Sultanat Sansibar. 1887 verpachtete der Sultan die Küste des heutigen Kenia mit Mombasa an die Imperial British East Africa Company. Sie unterstand ab 1895 der Verwaltung des East Africa Protectorate, ab 1920 der Kronkolonie Kenia, blieb aber völkerrechtlich Teil des Sultanats, bis Kenia 1963 unabhängig wurde.
Von der Zeit der Besetzung durch die Portugiesen bis in die zweite Hälfte des 19. Jahrhunderts war Mombasa mit seinem Hafen ein wichtiges Zentrum für den Sklavenhandel. Jeden Samstag war Sklavenmarkt.

## Geographie

### Topografie

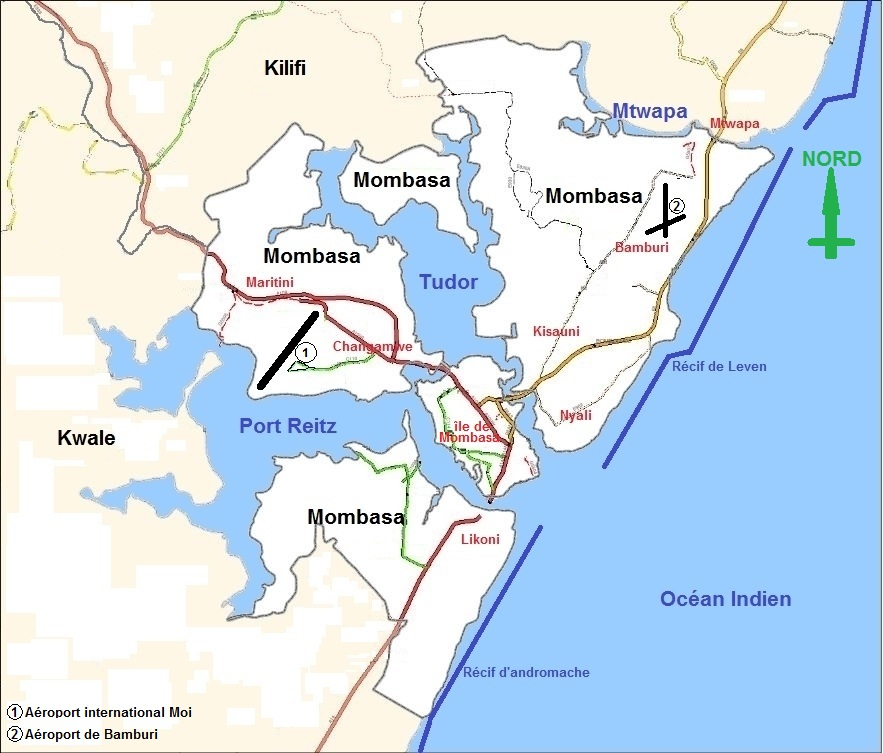
Karte von Mombasa

Als Küstenstadt zeichnet sich Mombasa durch eine flache Topographie aus. Die Stadt Mombasa liegt auf der Insel Mombasa, erstreckt sich aber bis zum Festland. Die Insel ist vom Festland durch zwei Meeresbuchten getrennt, Port Reitz im Süden und Tudor Creek im Norden.
|                       | Jan  | Feb  | Mär  | Apr  | Mai  | Jun  | Jul  | Aug  | Sep  | Okt  | Nov  | Dez  |   |      |
| Mittl. Tagesmax. (°C) | 32,0 | 32,3 | 32,6 | 31,2 | 29,3 | 28,4 | 27,7 | 27,9 | 28,8 | 29,6 | 30,6 | 31,6 | ⌀ | 30,2 |
| Mittl. Tagesmin. (°C) | 23,2 | 23,6 | 24,2 | 23,9 | 22,7 | 21,3 | 20,4 | 20,3 | 20,8 | 22,0 | 23,1 | 23,3 | ⌀ | 22,4 |
|                       |      |      |      |      |      |      |      |      |      |      |      |      |   |      |
| Niederschlag (mm)     | 33   | 15   | 56   | 163  | 240  | 80   | 70   | 66   | 72   | 97   | 92   | 75   | Σ | 1059 |
|                       |      |      |      |      |      |      |      |      |      |      |      |      |   |      |
| Sonnenstunden (h/d)   | 8,7  | 9,1  | 8,7  | 7,5  | 6,6  | 6,9  | 6,8  | 7,9  | 8,2  | 8,8  | 8,8  | 8,4  | ⌀ | 8    |
|                       |      |      |      |      |      |      |      |      |      |      |      |      |   |      |
| Regentage (d)         | 4    | 2    | 5    | 10   | 14   | 10   | 11   | 9    | 9    | 10   | 9    | 7    | Σ | 100  |
|                       |      |      |      |      |      |      |      |      |      |      |      |      |   |      |
| Wassertemperatur (°C) | 27   | 28   | 28   | 28   | 28   | 27   | 25   | 25   | 27   | 27   | 27   | 27   | ⌀ | 27   |
|                       |      |      |      |      |      |      |      |      |      |      |      |      |   |      |
| Luftfeuchtigkeit (%)  | 77   | 75   | 77   | 80   | 82   | 82   | 82   | 82   | 80   | 81   | 82   | 80   | ⌀ | 80   |

| 23,2 |

| 23,6 |

| 24,2 |

| 23,9 |

| 22,7 |

| 21,3 |

| 20,4 |

| 20,3 |

| 20,8 |

| 22,0 |

| 23,1 |

| 23,3 |

| 23,2 |

| 23,6 |

| 24,2 |

| 23,9 |

| 22,7 |

| 21,3 |

| 20,4 |

| 20,3 |

| 20,8 |

| 22,0 |

| 23,1 |

| 23,3 |

### Klima

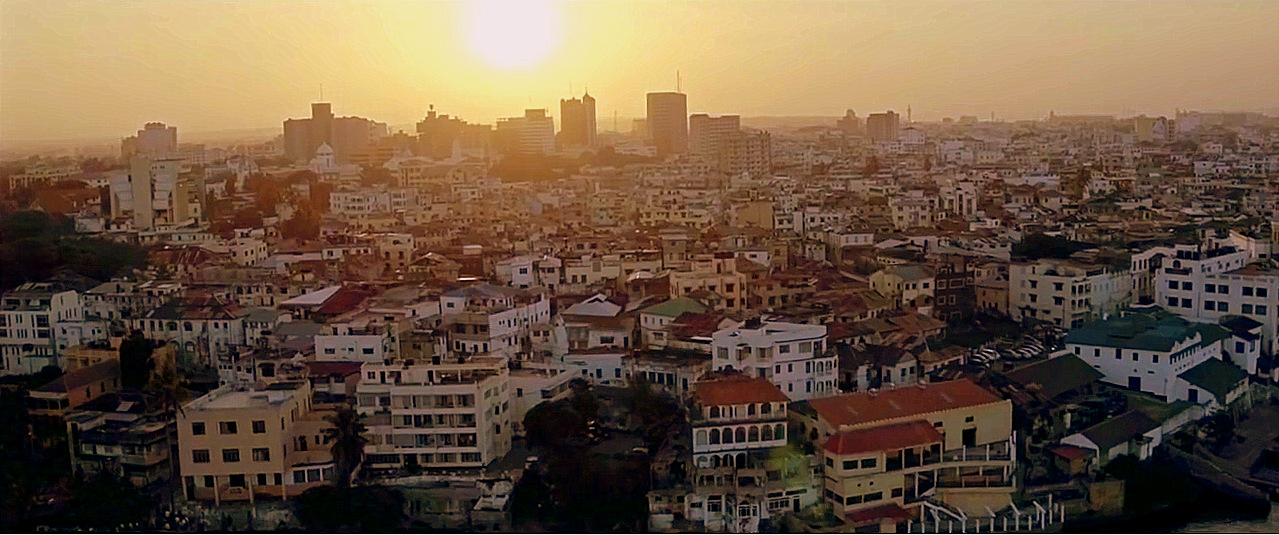
Blick auf Mombasa

Das Klima in Mombasa ist tropisch, wobei die Menge an Niederschlag von der Jahreszeit abhängt. Der meiste Niederschlag fällt in den Monaten März bis Mai (große Regenzeit) sowie zwischen Oktober und Dezember (kleine Regenzeit). Im April fallen durchschnittlich um die 250 mm Regen. Die Temperaturen sind das ganze Jahr über vergleichsweise konstant mit durchschnittlichen Tageshöchstwerten bei knapp unter 30 °C und Tiefstwerten von über 20 °C.

## Bevölkerung
Bevölkerungsentwicklung
Die folgende Übersicht zeigt die Einwohnerzahlen nach dem jeweiligen Gebietsstand.
| Jahr | Einwohner |
| ---- | --------- |
| 1969 | 247.073   |
| 1979 | 341.148   |
| 1989 | 461.753   |
| 1999 | 665.018   |
| 2009 | 915.101   |
| 2019 | 1.208.333 |

Von 1999 bis 2009 betrug das jährliche Bevölkerungswachstum mehr als 3 % pro Jahr. Für das Jahr 2050 wird mit einer Bevölkerung von 4,3 Millionen Einwohnern in der Agglomeration gerechnet.
Religion
Die wichtigsten Religionen, die in der Stadt praktiziert werden, sind das Christentum und der Islam.  Im Laufe der Jahrhunderte haben sich viele Einwanderer und Händler in Mombasa niedergelassen, insbesondere aus dem Nahen Osten und Südasien.

## Wirtschaft und Infrastruktur

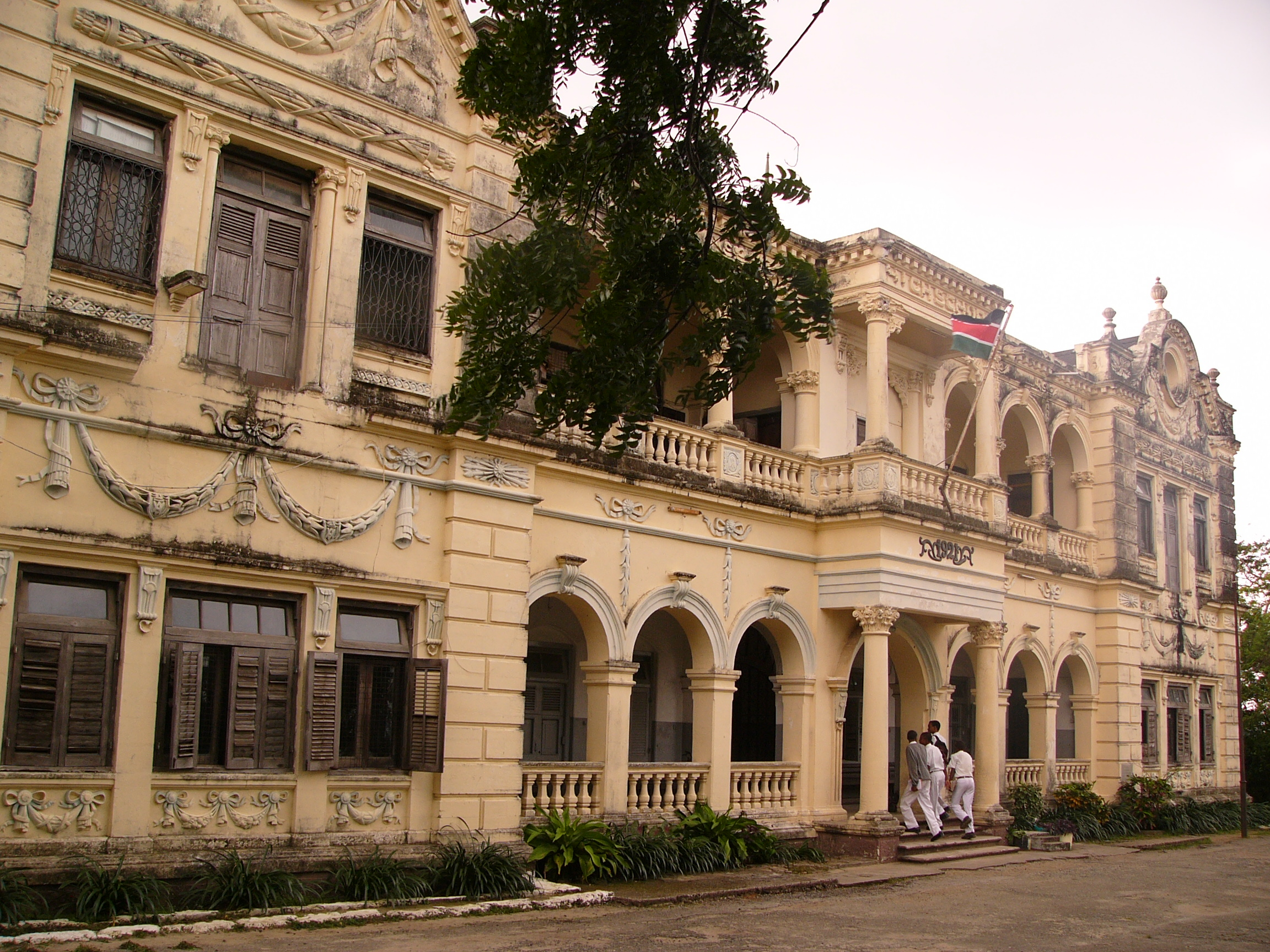
Allidina-Visram-Schule in Mombasa

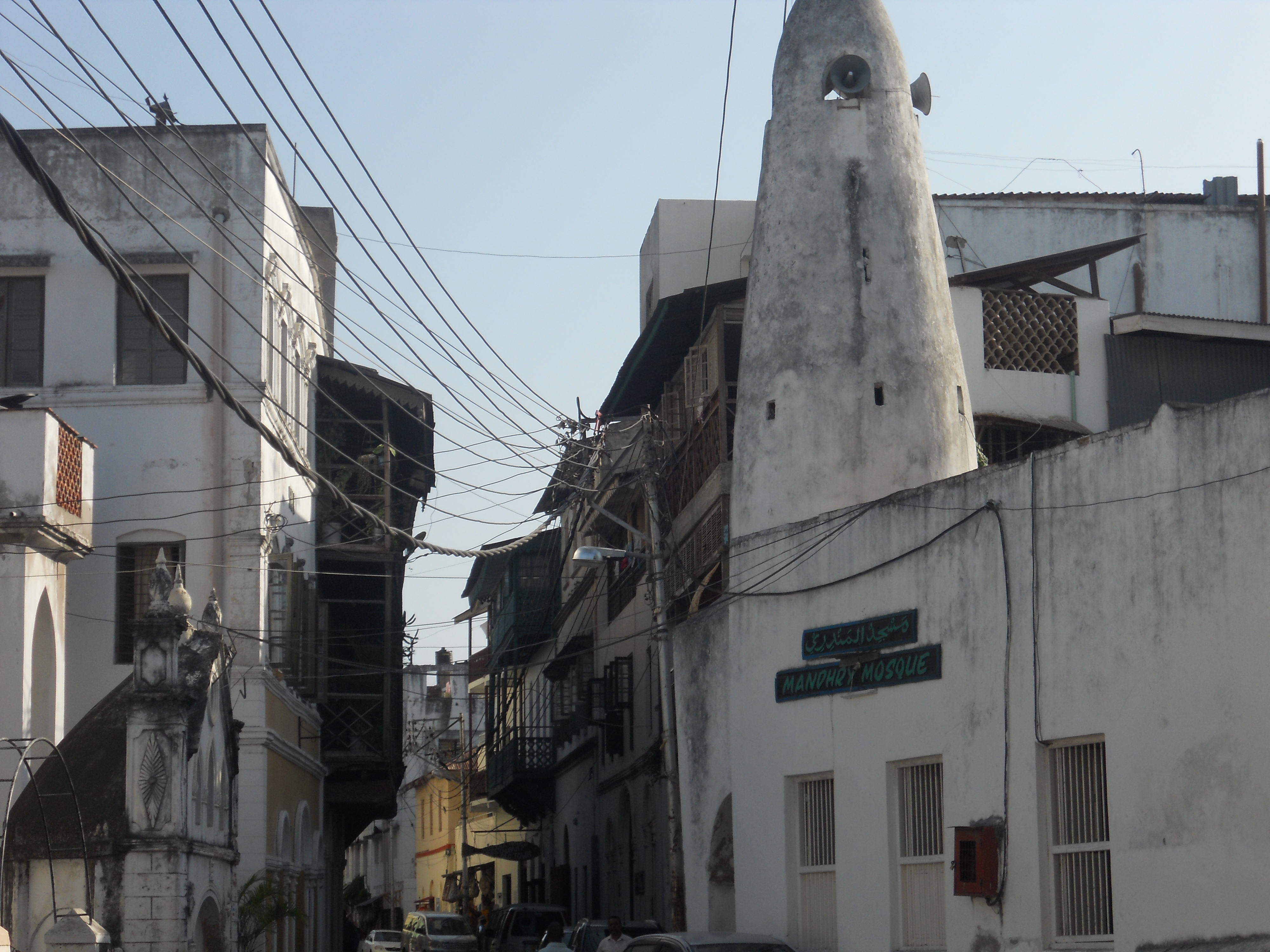
Straßenszene in der Altstadt

Mombasa ist ein bedeutendes Wirtschaftszentrum Kenias. Neben Kaffeehandel, Nahrungsmittel- und Chemieindustrie gibt es ein Stahl-, ein Aluminiumwalzwerk, eine Erdölraffinerie und ein Zementwerk. 2017 lag das BIP pro Kopf im County Mombasa (deckungsgleich mit der Stadt) bei 271.039 Kenia-Schilling (ca. 5412 Internationale Dollar oder ca. 2320 Euro) und damit nur knapp hinter Nairobi mit 317.700 Kenia-Schilling.
In Mombasa befindet sich der wichtigste Seehafen Ostafrikas, der auch von den Nachbarländern Tansania und Uganda für deren Im- und Export genutzt wird. In dem bestehenden Containerterminal wurden im Jahr 2014 eine Million TEU umgeschlagen. Ein weiteres Containerterminal mit zwei Liegeplätzen wurde 2016 in Betrieb genommen, sodass 2016 rund 2,4 % mehr Container umgeschlagen wurden. Insgesamt belief sich der Umschlag auf 27,4 Mio. Tonnen Fracht.
Der Hafen wird gelegentlich von US-Kriegsschiffen angelaufen. Dauerte früher das Ent- und Beladen der Schiffe im Hafen durchschnittlich eine Woche, konnte die Liegezeit in jüngster Zeit auf drei Tage verkürzt werden, nachdem chinesische Unternehmen die Hafenanlagen modernisiert hatten.
Chinesische Unternehmen haben auch die Straße zwischen der 500 Kilometer entfernten kenianischen Hauptstadt Nairobi und Mombasa, die zuvor in sehr schlechtem Zustand war, gratis ausgebaut. Dafür wurden ihnen im Hafen von Mombasa verschiedene Privilegien eingeräumt.
Außerdem ist Mombasa mit Nairobi und Uganda durch eine Eisenbahnlinie verbunden und besitzt einen internationalen Flughafen (Moi International Airport).
Mombasa ist zudem Zentrum des Küstentourismus in Kenia. Zu dessen Verstärkung wurde auch das Mombasa Cruise Ship Terminal errichtet, das seit 2019 Anlaufstelle für Kreuzfahrtschiffe ist.

### Verkehr

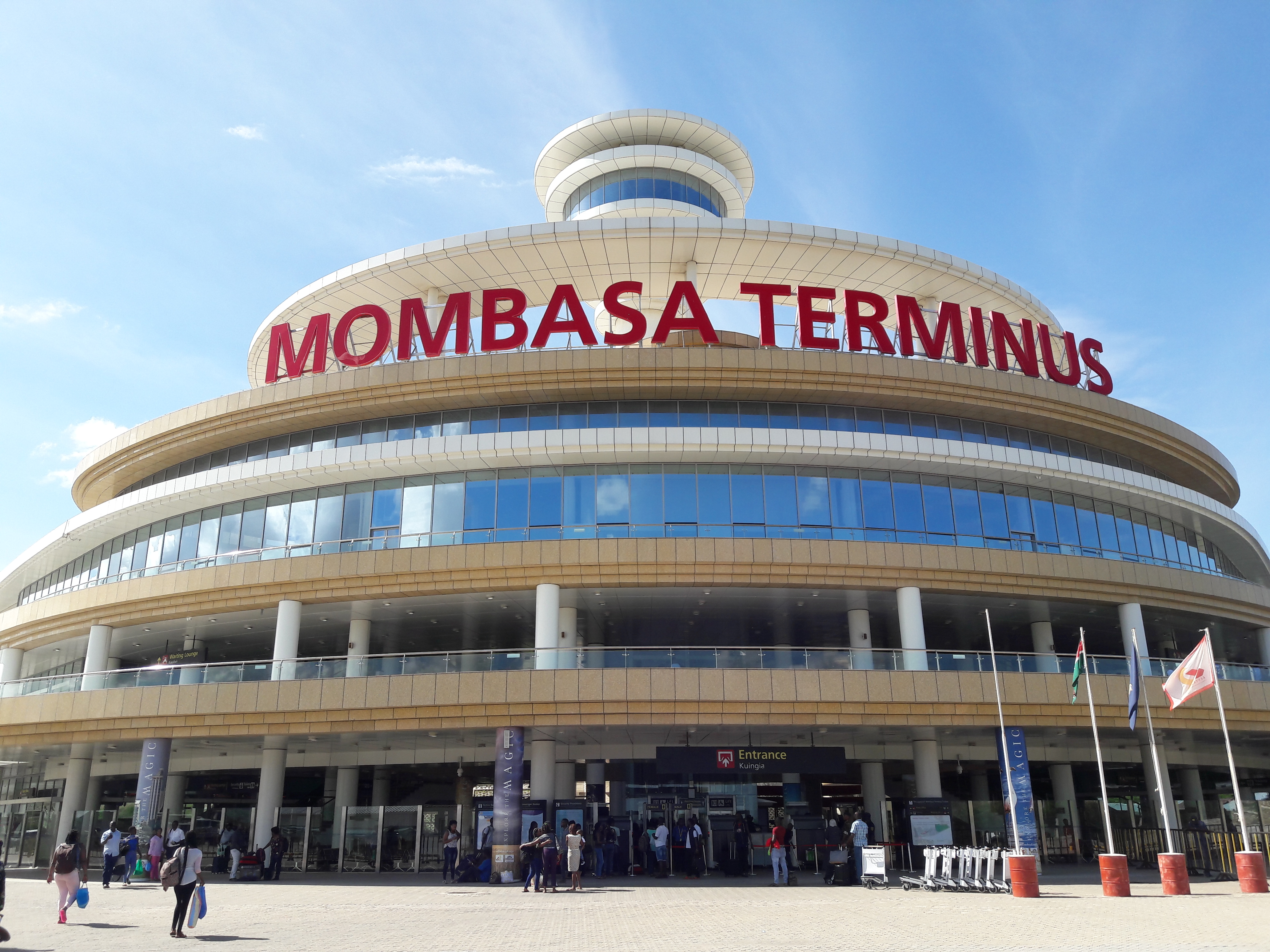
Bahnhof Mombasa Terminus

In Mombasa benutzen die meisten Einheimischen Matatus (Minibusse), die in Kenia sehr verbreitet sind, um sich in den Städten und umliegenden Vororten fortzubewegen.
Der Hafen von Mombasa ist der größte in Ostafrika. Die Kenya Ferry Services betreibt mit sechs Schiffen, darunter die Kwale, zwei Fährlinien, die die Stadt im Süden mit dem Festland verbinden. Richtung Norden ist Mombasa durch die Nyali Bridge mit der Küste verbunden.
Der Hauptbahnhof von Mombasa ist renoviert und es findet wieder regelmäßiger Personenverkehr nach Nairobi statt, weiter nach Kampala findet jedoch kein regelmäßiger Personenverkehr statt, da es auf der Uganda-Bahn an Streckeninfrastruktur fehlt.
Mombasa Coast Bus Terminal ist das größte Busterminal in Mombasa, das durch nationale und internationale Fernbuslinien angefahren wird, ebenso verkehren ab hier Matatu-Linien innerhalb Mombasas sowie ins Umland.

## Tourismus

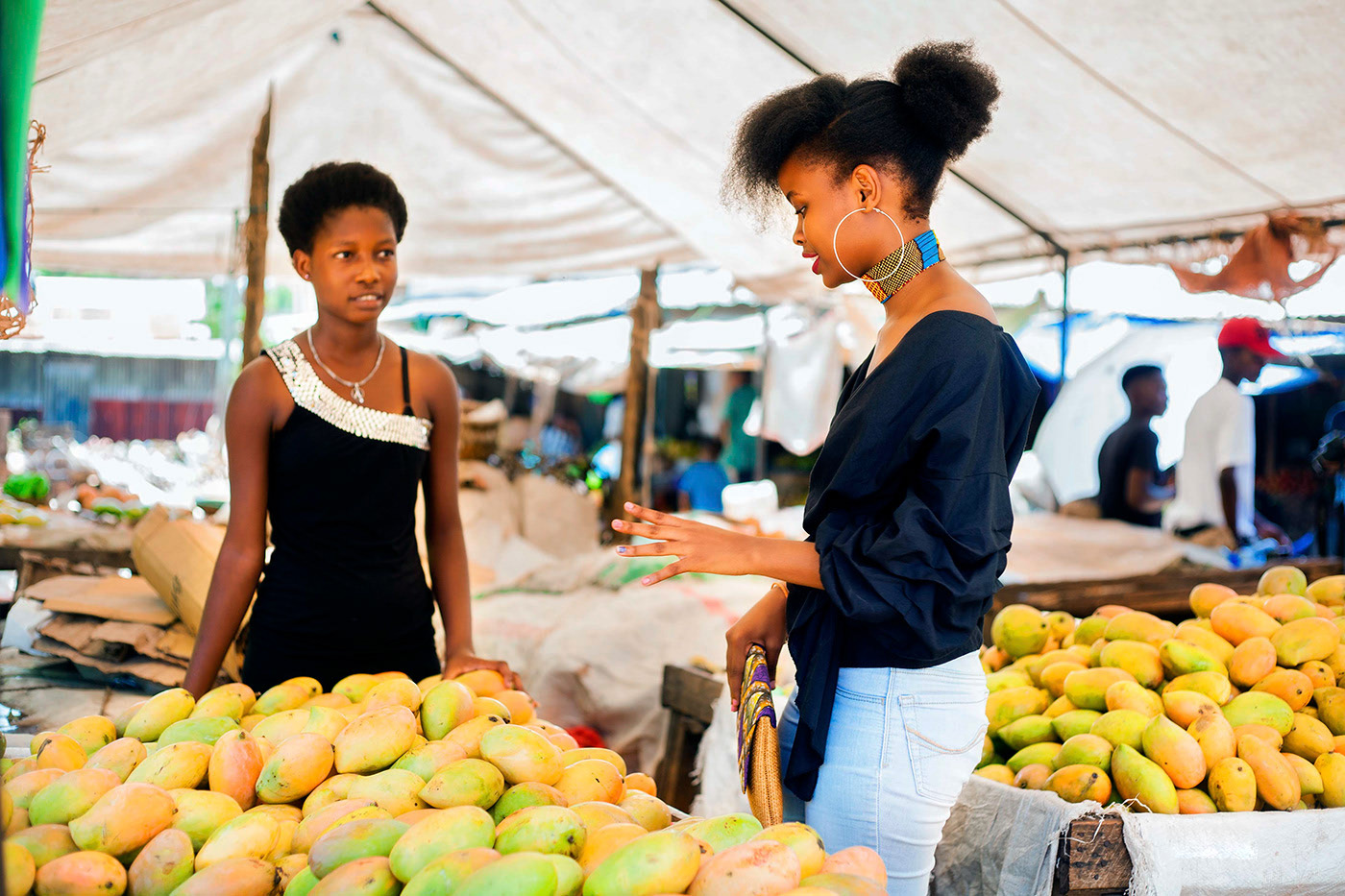
Markt in Mombasa

Der Tourismus spielt ebenfalls eine wirtschaftliche Rolle, hat jedoch in den letzten Jahren unter der instabilen politischen und sozialen Lage des Landes erheblich gelitten, unter anderem wegen Raubüberfällen auf Touristen.
Für weltweite Schlagzeilen sorgte Mombasa im November 2002, als ein Bombenanschlag das Hotel Paradise schwer zerstörte (15 Tote) und eine Boeing 757 der israelischen Fluggesellschaft Arkia mit 261 Passagieren nur knapp einem Raketenanschlag entkam. Einer der mutmaßlichen Täter war Saleh Ali Saleh Nabhan. 2003 kam es zu Bränden in vier Hotels in Mombasa. In der Stadt stationierte Bundeswehr-Soldaten halfen teilweise beim Abtransport der Touristen. 2014 brach die Zahl der Touristenankünfte nach wiederholten Terroranschlägen entlang der kenianischen Küste ein. Nach der Explosion einer Bombe, die vor dem Eingang des Reef-Hotels deponiert worden war, brachten britische Reiseveranstalter 400 Urlauber zurück nach Großbritannien und sagten alle Reisen nach Mombasa bis Ende Oktober 2014 ab. Nach weiteren Anschlägen an der kenianischen Küste sagte auch ein niederländischer Veranstalter aus Sicherheitsgründen seine Kenia-Reisen ab.

### Kreuzfahrttourismus
Um mehr Tourismuseinnahmen zu generieren, wurde 2016 mit dem Bau des Mombasa Cruise Ship Terminal begonnen, das gleichzeitig zwei große Kreuzfahrtschiffe mit insgesamt bis zu 10.000 Passagieren abfertigen können sollte. Durch einige Verzögerungen beim Bau konnte das Terminal erst im November 2019 eingeweiht werden. Da im Frühjahr 2020 die COVID-19-Pandemie den Kreuzfahrttourismus weltweit zum Stillstand brachte, hatte das Terminal über zwei Jahre keine wirtschaftliche Aktivität aufgenommen. Erst mit der World Odyssey und der Ocean’s Nautica wurden im Dezember 2022 die ersten Kreuzfahrtpassagiere abgefertigt. Obwohl die Passagierzahl mit ungefähr 1300 Personen insgesamt recht klein ausfiel, wurde die Bedeutung des Vorgangs durch die Anwesenheit der kenianischen Tourismusministerin Peninah Malonza und weiterer Offizieller deutlich. Malonza bezifferte den allein durch ein Kreuzfahrtschiff erzeugten Umsatz für Mombasas Wirtschaft auf 800.000 US-$.
Dass der Erfolg von Kreuzfahrtzielen durch regionale Ereignisse beeinflusst werden kann, zeigte sich Ende Januar 2023, als die Seabourn Sojourn ihren geplanten Anlauf wegen politischer Unruhen in Kenia absagte und nach Sansibar verlegte.

## Sehenswürdigkeiten

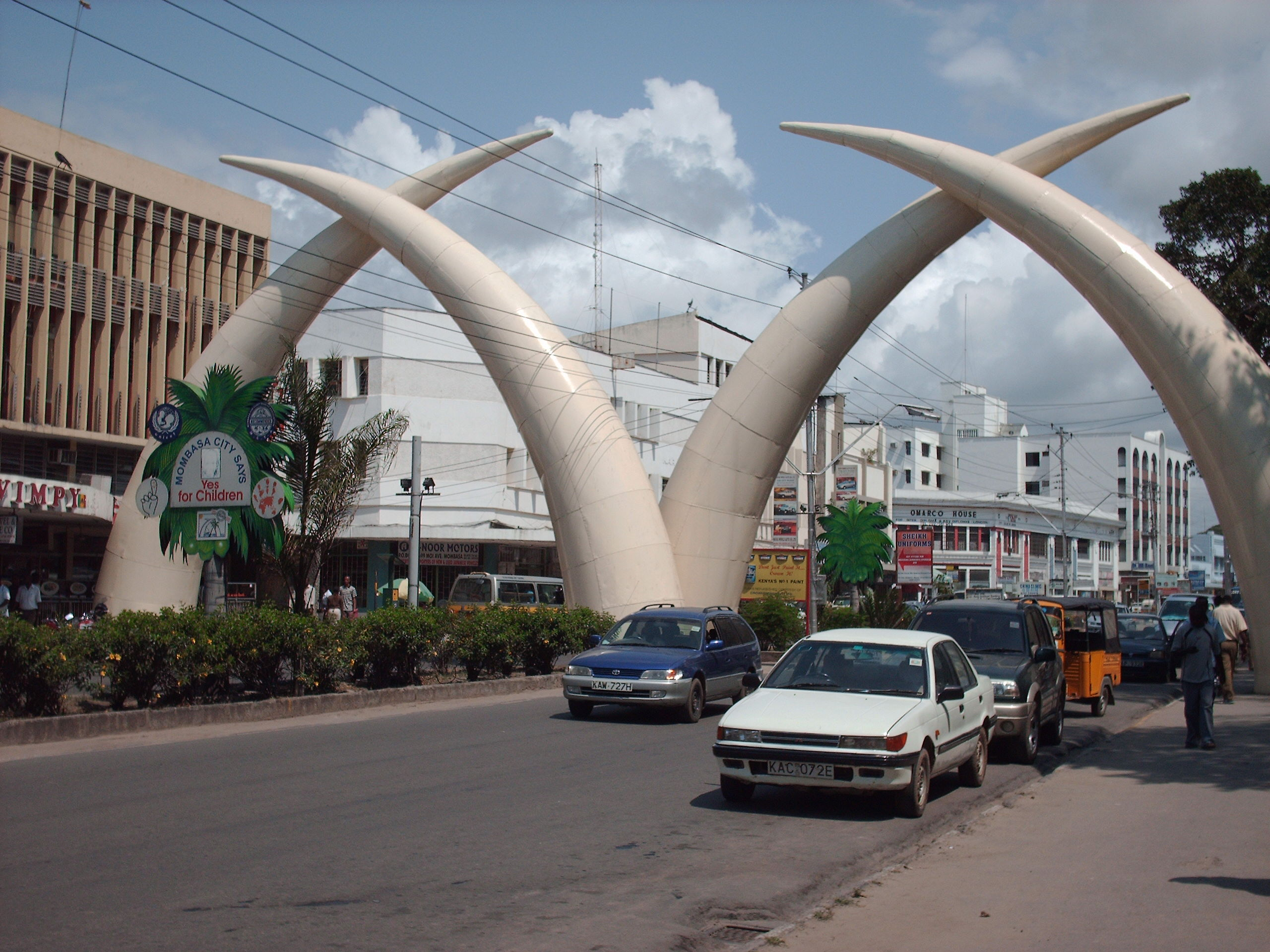
Tusks

- Fort-Jesus-Museum (16. Jahrhundert)
- Altstadt von Mombasa
- Großmarkt (Gewürze, Obst, Gemüse u. a.)

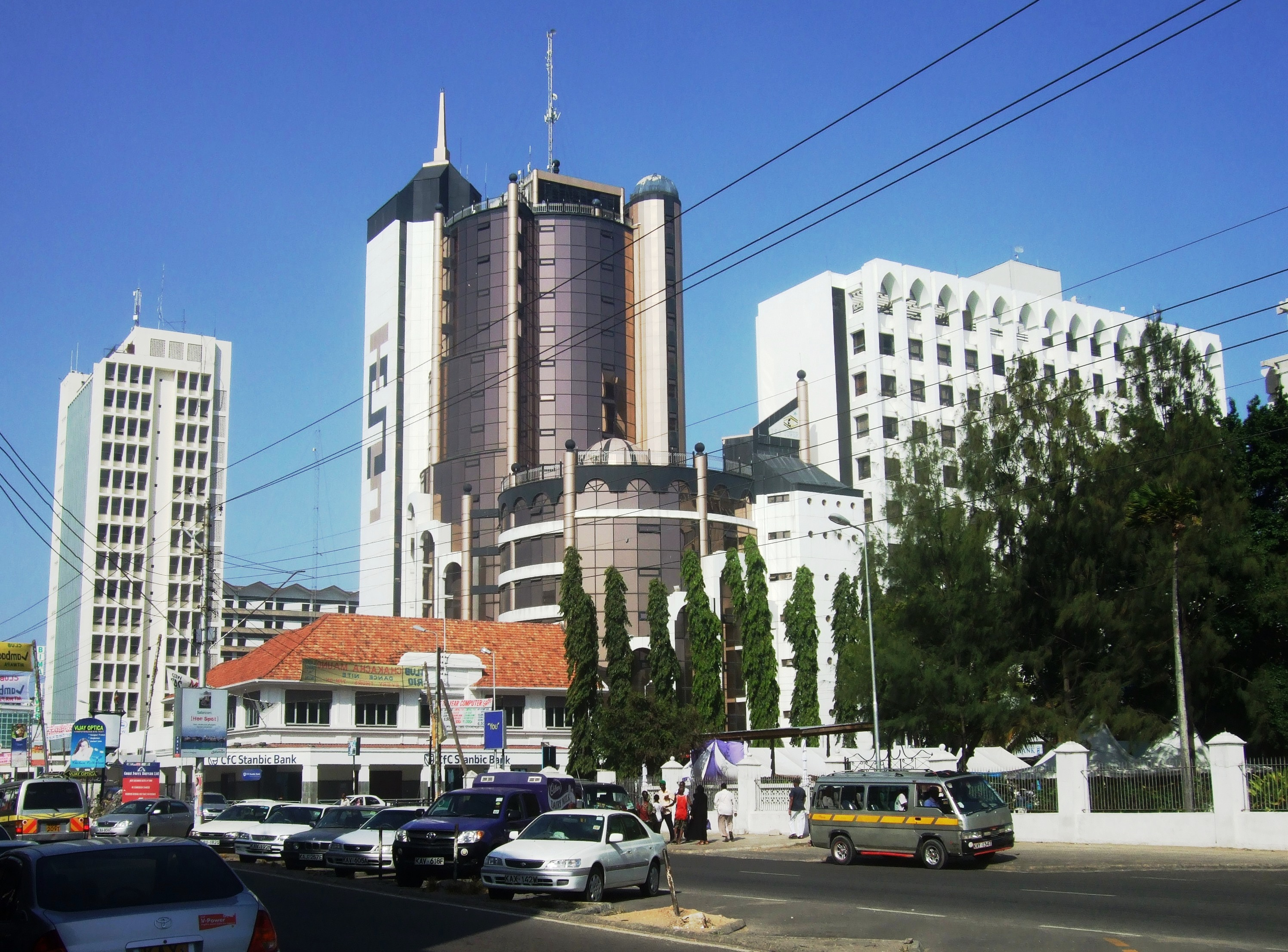
Innenstadt von Mombasa

- Tusks (Stoßzähne als Torbogen)Innenstadt von Mombasa
- Haller Park
- Heilig Geist Kathedrale

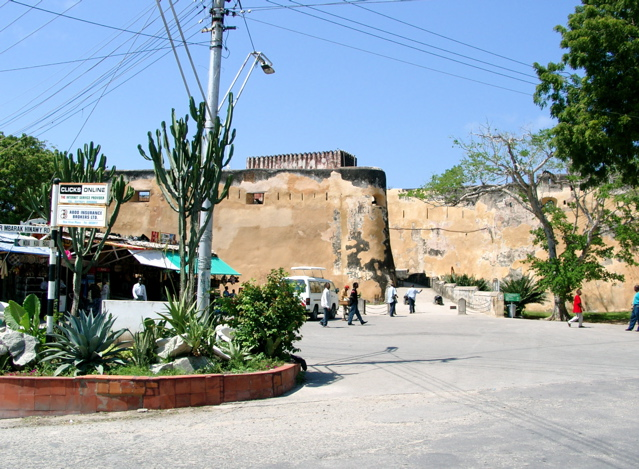
Das Fort Jesus
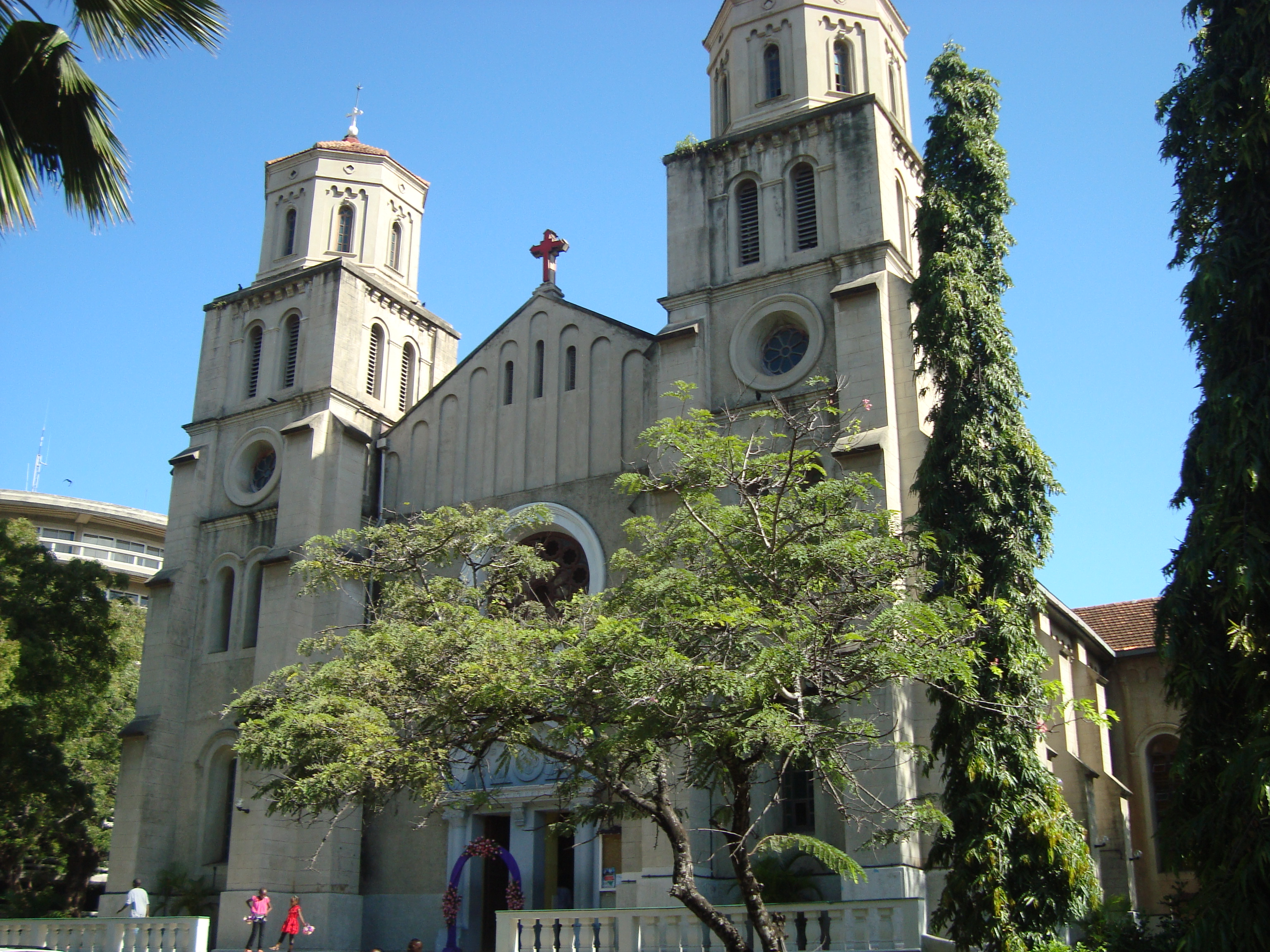
röm.-kath. Heilig Geist Kathedrale
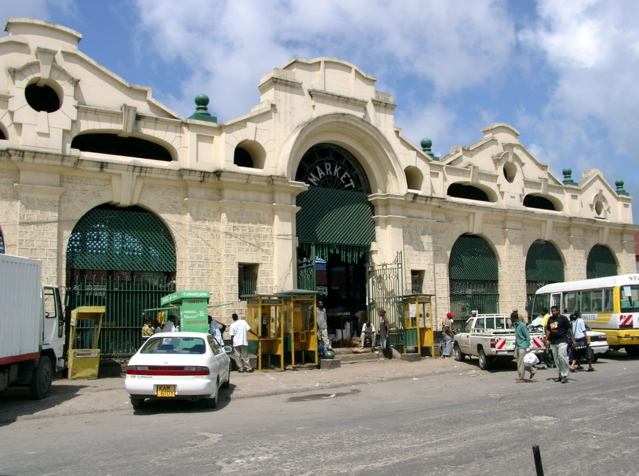
Die alte Markthalle
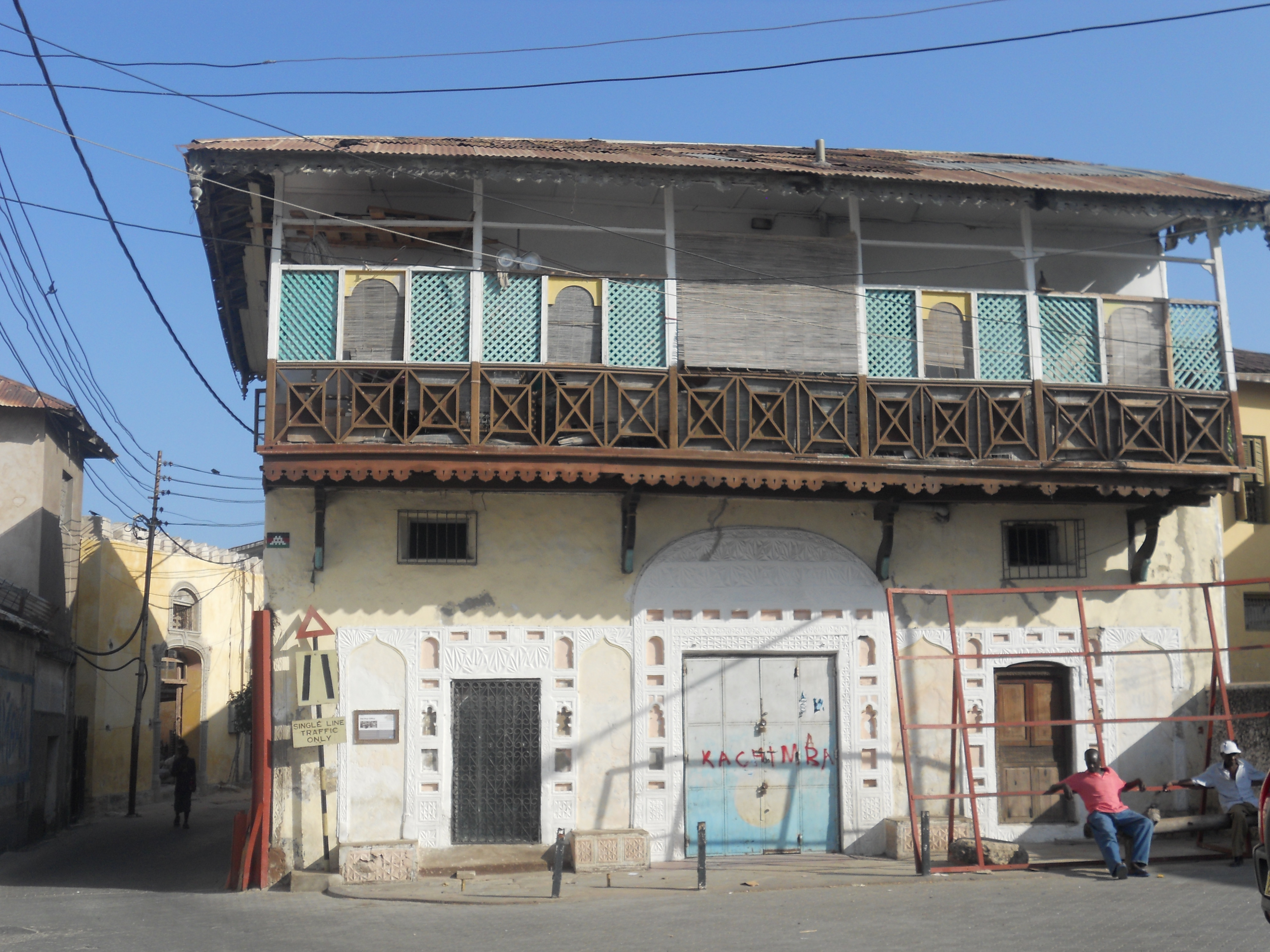
Das alte Postamt
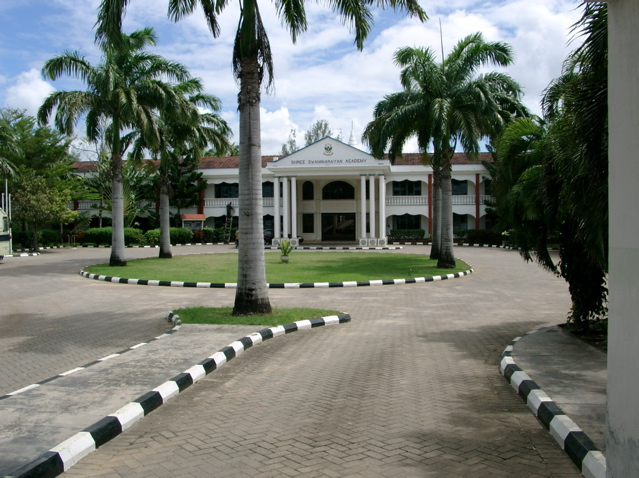
Die Shree Swamnarayan Academy

## Söhne und Töchter der Stadt
- Burhān al-Amawī (1861–1935), Rechtsgelehrter der schāfiʿitischen Rechtsschule
- Ali Mazrui (1933–2014), US-amerikanisch-kenianischer Hochschullehrer und islamischer politischer Schriftsteller
- Agnelo Rufino Gracias (* 1939), indischer Geistlicher und römisch-katholischer Weihbischof in Bombay
- Abdilatif Abdalla (* 1946), Schriftsteller, Universitätsprofessor und politischer Demonstrant
- Cosima von Bonin (* 1962), deutsche Künstlerin
- Douglas Wakiihuri (* 1963), Langstreckenläufer
- Jennifer Mulinde-Schmid (* 1982), Schweizer Schauspielerin, Sängerin und Tänzerin
- Martina Pinto (* 1989), italienische Schauspielerin
- Mercedes Iman Diamond (* 1986), Drag Queen und Teilnehmer der 11. Staffel von RuPaul’s Drag Race

## Städtepartnerschaften
Mombasa unterhält Städtepartnerschaften mit:
- Durban, Südafrika (2012)
- Guangzhou, China (2018)
- Honolulu, Hawaii, Vereinigte Staaten (2008)
- Long Beach, Kalifornien, Vereinigte Staaten (2007)
- Seattle, Washington, Vereinigte Staaten (1981)

### Sachliteratur
- James Kirkman: Fort Jesus, a Portuguese Fortress on the East African coast. Clarendon Press, Oxford 1974. ISBN 0-19-920035-1
- Kai Kresse: Philosophising in Mombasa. Edinburgh University Press, Edinburgh 2007. ISBN 978-0-7486-2786-8
- Justin Willis: Mombasa, the Swahili, and the making of the Mijikenda. New York: Oxford University Press, 2011. ISBN 978-0-19-820320-9.
- Charles Ralph Boxer und Carlos de Azevedo: Fort Jesus and the Portuguese in Mombasa, 1593–1729. London, Hollis & Carter, 1960.
- Fred James Berg: Mombasa under the Busaidi Sultanate: the City and its hinterlands in the nineteenth century. Ann Arbor, University Microfilms International, 1984.

### Belletristik
- Nick Brownlee: Mord in Mombasa, Roman. Verlag Knaur TB, München 2009. ISBN 978-3-426-50326-3
- Frank Coates: Jenseits von Mombasa, Roman. Verlag Knaur TB, München 2007. ISBN 978-3-426-63410-3
- Jürgen Jesinghaus: Mombasa oder die Welt, Roman. Verlag universal frame, Zofingen 2010. ISBN 978-3-905960-12-9
- Heinz Strunk: Heinz Strunk in Afrika, Erzählung. Verlag Rowohlt Polaris, Reinbek 2011. ISBN 978-3-86252-002-2